# Frank D. Williams
Pour les articles homonymes, voir Frank Williams (homonymie) et Williams.
Frank D. Williams né le 21 mars 1893 à Nashville (Missouri) et décédé le 16 octobre 1961 à Ventura, en Californie, est un directeur de la photographie américain.

## Filmographie
- 1914 Pour gagner sa vie (Making a Living) de Henry Lehrman
- 1914 Charlot est content de lui (Kid Auto Races at Venice, Cal.) de Henry Lehrman
- 1914 L'Étrange Aventure de Mabel (Mabel's Strange Predicament) de Mabel Normand
- 1914 Charlot et le Parapluie (Between Showers) de Henry Lehrman
- 1914 Charlot fait du cinéma (A film Johnnie) de George Nichols
- 1914 Charlot danseur (Tango Tangles) de Mack Sennett
- 1914 Charlot entre le bar et l'amour (His Favourite Pastime) de George Nichols
- 1914 Charlot marquis (Cruel, Cruel Love) de Mack Sennett
- 1914 Charlot aime la patronne (The Star Boarder) de George Nichols
- 1914 Mabel au volant (Mabel at the Wheel) de Mabel Normand et Mack Sennett
- 1914 Charlot et le Chronomètre (Twenty Minutes of Love) de Charlie Chaplin
- 1914 Charlot garçon de café (Caught in a Cabaret) de Mabel Normand
- 1914 Un béguin de Charlot (Caught in the Rain) de Charlie Chaplin
- 1914 Madame Charlot (A Busy Day) de Mack Sennett
- 1914 Le Maillet de Charlot (The Fatal Mallet) de Mack Sennett
- 1914 Le Flirt de Mabel (Her Friend The Bandit) de Mabel Normand
- 1914 Charlot et Fatty dans le ring (The Knockout) de Charles Avery
- 1914 Charlot et les Saucisses (Mabel's Busy Day) de Mack Sennett
- 1914 Charlot et le Mannequin (Mabel's Married Life) de Charlie Chaplin et Mabel Normand
- 1914 Charlot dentiste (Laughing Gas) de Charlie Chaplin
- 1914 Charlot garçon de théâtre (The Property Man) de Charlie Chaplin
- 1914 Charlot artiste peintre (The Face on the Bar Room Floor) de Charlie Chaplin
- 1914 Fièvre printanière (Recreation) de Charlie Chaplin
- 1914 Charlot grande coquette (The Masquerader) de Charlie Chaplin
- 1914 Charlot garde-malade (His New Profession) de Charles Chaplin
- 1914 Charlot et Fatty font la bombe (The Rounders) de Roscoe Arbuckle et Charles Chaplin
- 1914 Charlot concierge (The New Janitor) de Charles Chaplin
- 1914 Charlot rival d'amour (Those Love Pangs) de Charles Chaplin
- 1914 Charlot mitron (Dough and Dynamite) de Charles Chaplin
- 1914 Charlot et Mabel aux courses (Gentlemen of Nerve) de Charles Chaplin
- 1914 Charlot déménageur (His Musical Career) de Charles Chaplin
- 1914 Charlot papa (His Trysting Place) de Charles Chaplin
- 1914 Charlot et Mabel en promenade (Getting Acquainted) de Charles Chaplin
- 1914 Charlot nudiste (His Prehistoric Past) de Charles Chaplin
- 1914 Le Roman comique de Charlot et Lolotte (Tillie's Punctured Romance) de Mack Sennett (non crédité)
- 1916 Hop - The Devil's Brew de Phillips Smalley et Lois Weber
- 1916 Charlot chef de rayon (The Floorwalker) de Charlie Chaplin
- 1916 Charlot pompier (The Fireman) de Charlie Chaplin (non crédité)
- 1916 His Wild Oats de Clarence G. Badger et Ford Sterling
- 1916 Charlot musicien (The Vagabond) de Charlie Chaplin (non crédité)
- 1916 His Lying Heart de Charles Avery et Ford Sterling
- 1917 Heart Strategy de J. Farrell MacDonald
- 1917 Fatty boucher (The Butcher Boy) de Roscoe Arbuckle
- 1917 Fatty en bombe (A Reckless Romeo) de Roscoe Arbuckle
- 1917 Fatty chez lui (The Rough House) de Roscoe Arbuckle
- 1918 Mickey de F. Richard Jones et  James Young
- 1918 Queen of the Sea de John G. Adolfi
- 1918 Secret Strings de John Ince (as Frank Williams)
- 1918 The Poor Rich Man de Charles Brabin
- 1919 His Debt de William Worthington
- 1919 Âme hindoue (The Man Beneath) de William Worthington
- 1919 The Dragon Painter de William Worthington (aussi caméraman)
- 1919 The Illustrious Prince de William Worthington (comme Frank Williams)
- 1919 The Tong Man de William Worthington
- 1920 The Beggar Prince de William Worthington
- 1920 The Brand of Lopez de Joseph De Grasse
- 1920 The Devil's Claim de Charles Swickard
- 1920 : Jusqu'à la mort (Li Ting Lang) de Charles Swickard
- 1920 : An Arabian Knight de Charles Swickard
- 1921 : The First Born de Colin Campbell
- 1921 : Les Roses noires (Black Roses) de Colin Campbell
- 1921 : Where Lights Are Low de Colin Campbell
- 1921 : Le Devin du faubourg (The Swamp) de Colin Campbell